# Сулоев, Амар Шарифович
Ама́р Шари́фович Суло́ев (арм. Ամար Սուլոև; 7 января 1976 года, пгт Калинино, Армянская ССР, СССР — 27 июня 2016) — российский профессиональный боец смешанного стиля. Чемпион России по панкратиону (2000).

## Биография
По национальности — Курд. Спортом Сулоев начал заниматься в 17 лет, а в 1997 году перешёл в кикбоксинг. С конца 1990-х выступал за анапский спортивный клуб «Легион» под руководством главного тренера клуба Андраника Ашугяна. В 1999 выиграл Кубок России по панкратиону, в 2000-м году в составе сборной России на чемпионате мира по вале-тудо в Бразилии завоевал один из трёх чемпионских поясов. Впоследствии перешёл в расположенный в Старом Осколе клуб «Red Devil Fighting Team», где тренировался с Фёдором Емельяненко. На профессиональной арене Сулоев провёл 31 бой, 24 из которых выиграл и 7 проиграл. Половину побед (12) Амар одержал нокаутами, и треть — болевыми приёмами. 15 побед Амар одержал в первом раунде. Дважды выступал в турнире по боям без правил Ultimate Fighting Championship (UFC).
После завершения спортивной карьеры занялся предпринимательской деятельностью в Анапе. Открыл несколько кафе и агентство недвижимости. В 2013 году был арестован по делу кубанского предпринимателя и депутата Сергея Зиринова. Сулоев подозревается в исполнении покушения на убийство казачьего атамана Анапы Николая Нестеренко и убийстве его водителя Виктора Жука. По версии обвинения, Амар Сулоев был водителем автомобиля, из которого стреляли в жертву. Показания против Амара Сулоева дал осужденный бывший спецназовец Дмитрий Сапожников, согласившийся после задержания на сделку со следствием. Спортсмен полностью отрицал свою вину.
В период пребывания в СИЗО бойцу стало плохо, в итоге после многочисленных анализов оказалось, что у Сулоева  рак желудка четвёртой степени.

## Статистика в смешанных единоборствах
| Результат | Рекорд | Соперник            | Способ                                        | Турнир                                            | Дата            | Раунд | Время | Место                   | Примечание |
| --------- | ------ | ------------------- | --------------------------------------------- | ------------------------------------------------- | --------------- | ----- | ----- | ----------------------- | ---------- |
| Победа    | 24-7   | Яцек Бушко          | Техническим нокаутом (удар ногой и добивание) | M-1 Challenge 2 - Russia                          | 3 апреля 2008   | 1     | N/A   | Санкт-Петербург, Россия |            |
| Поражение | 23-7   | Чейл Соннен         | Техническим нокаутом (удары)                  | Bodog Fight - Alvarez vs. Lee                     | 14 июля 2007    | 2     | 3:33  | Трентон, США            |            |
| Победа    | 23-6   | Энди Фостер         | Нокаутом (удары)                              | Bodog Fight - Clash of the Nations                | 14 апреля 2007  | 1     | 0:26  | Санкт-Петербург, Россия |            |
| Победа    | 22-6   | Ким Хун Чон         | Техническим нокаутом (удары)                  | M-1 MFC - Russia vs. Korea                        | 20 января 2007  | 1     | 4:35  | Сеул, Южная Корея       |            |
| Поражение | 21-6   | Денис Кан           | Сабмишном (удушение сзади)                    | Pride - Bushido 12                                | 26 августа 2006 | 1     | 4:10  | Нагоя, Япония           |            |
| Победа    | 21-5   | Мурилу Бустаманте   | Решением (единогласным)                       | Pride - Bushido 11                                | 4 июня 2006     | 2     | 5:00  | Сайтама, Япония         |            |
| Победа    | 20-5   | Джеймс Эванс-Николл | Техническим нокаутом (остановка доктором)     | Cage Rage 16 - Critical Condition                 | 22 апреля 2006  | 1     | 5:00  | Лондон, Англия          |            |
| Победа    | 19-5   | Дамиан Риксио       | Нокаутом                                      | M-1 MFC - Russia vs. France                       | 3 ноября 2005   | 1     | 1:25  | Санкт-Петербург, Россия |            |
| Поражение | 18-5   | Паулу Филью         | Сабмишном (рычаг локтя)                       | Pride - Bushido 6                                 | 3 апреля 2005   | 1     | 4:22  | Иокогама, Япония        |            |
| Победа    | 18-4   | Дин Листер          | Решением (раздельным)                         | Pride - Bushido 4                                 | 19 июля 2004    | 2     | 5:00  | Нагоя, Япония           |            |
| Победа    | 17-4   | Дин Томас           | Техническим нокаутом (удары)                  | Inoki Bom-Ba-Ye 2003 - Inoki Festival             | 31 декабря 2003 | 1     | 4:22  | Кобе, Япония            |            |
| Победа    | 16-4   | Юсин Оками          | Техническим нокаутом (удары)                  | M-1 MFC - Russia vs. the World 6                  | 10 октября 2003 | 1     | 4:44  | Санкт-Петербург, Россия |            |
| Победа    | 15-4   | Хулиан Гонсалес     | Сабмишном (удушение сзади)                    | M-1 MFC - Russia vs. the World 4                  | 15 ноября 2002  | 1     | 1:38  | Санкт-Петербург, Россия |            |
| Победа    | 14-4   | Пол Кэхун           | Сабмишном (болевой на ногу)                   | 2H2H 5 - Simply the Best 5                        | 13 октября 2002 | 1     | 1:03  | Роттердам, Нидерланды   |            |
| Поражение | 13-4   | Фил Барони          | Техническим нокаутом (удары)                  | UFC 37 - High Impact                              | 10 мая 2002     | 1     | 2:55  | Боссьер Сити, США       |            |
| Поражение | 13-3   | Чак Лидделл         | Решением (единогласным)                       | UFC 35 - Throwdown                                | 11 января 2002  | 3     | 5:00  | Анкасвилл, США          |            |
| Победа    | 13-2   | Патрик де Витте     | Сабмишном (рычаг локтя)                       | 2H2H 3 - Hotter Than Hot                          | 7 октября 2001  | 1     | 1:11  | Роттердам, Нидерланды   |            |
| Победа    | 12-2   | Пол Кэхун           | Решением (2-0 Points)                         | 2H2H 3 - Hotter Than Hot                          | 7 октября 2001  | 2     | 5:00  | Роттердам, Нидерланды   |            |
| Победа    | 11-2   | Мойз Римбон         | Техническим нокаутом (остановка доктором)     | 2H2H 3 - Hotter Than Hot                          | 7 октября 2001  | 1     | 4:48  | Роттердам, Нидерланды   |            |
| Победа    | 10-2   | Педро Отавио        | Нокаутом (удар)                               | M-1 MFC - Russia vs. the World 1                  | 27 апреля 2001  | 1     | 3:40  | Санкт-Петербург, Россия |            |
| Победа    | 9-2    | Александр Майоров   | Техническим нокаутом                          | PCR - Pancration Cup of Russia 1                  | 1 декабря 2000  | 1     | 0:00  | Россия                  |            |
| Победа    | 8-2    | Валентин Зиулйине   | Техническим нокаутом                          | PCR - Pancration Cup of Russia 1                  | 1 декабря 2000  | 1     | 0:00  | Россия                  |            |
| Победа    | 7-2    | Рик Рутлиб          | Сабмишном (удушение)                          | M-1 MFC - World Championship 2000                 | 11 ноября 2000  | 0     | 0:00  | Санкт-Петербург, Россия |            |
| Победа    | 6-2    | Ваган Вожукян       | Сабмишном (удушение)                          | M-1 MFC - World Championship 2000                 | 11 ноября 2000  | 0     | 0:00  | Санкт-Петербург, Россия |            |
| Победа    | 5-2    | Луис Алберто        | Нокаутом (удар ногой)                         | WVC 11 - World Vale Tudo Championship 11          | 27 мая 2000     | 1     | 2:26  | Ресифи, Бразилия        |            |
| Победа    | 4-2    | Альберто Прима      | Сабмишном (удары ногами)                      | WVC 11 - World Vale Tudo Championship 11          | 27 мая 2000     | 1     | 1:25  | Ресифи, Бразилия        |            |
| Победа    | 3-2    | Андрей Семёнов      | Сабмишном (удушение сзади)                    | WVC 11 - World Vale Tudo Championship 11          | 27 мая 2000     | 1     | 1:47  | Ресифи, Бразилия        |            |
| Победа    | 2-2    | Эрик Оганов         | Сабмишном (рычаг локтя)                       | IAFC - Pankration World Championship 2000 [Day 1] | 28 апреля 2000  | 1     | 4:22  | Москва, Россия          |            |
| Поражение | 1-2    | Дэррел Голэр        | Решением (единогласным)                       | M-1 MFC - European Championship 2000              | 9 апреля 2000   | 2     | 10:00 | Санкт-Петербург, Россия |            |
| Победа    | 1-1    | Сергей Янковский    | Неопределен                                   | PCNC - Pancration Cup of North Caucasus           | 5 марта 2000    | 0     | 0:00  | Ростов-на-Дону, Россия  |            |
| Поражение | 0-1    | Андрей Семёнов      | Сабмишном (рычаг локтя)                       | M-1 MFC - World Championship 1999                 | 9 апреля 1999   | 1     | 6:08  | Санкт-Петербург, Россия |            |